# Magerluft
Magerluft ist Luft mit einem Sauerstoff-Anteil, welcher niedriger ist als der Sauerstoff-Anteil der normalen Atemluft. Der Oberbegriff dafür ist Synthetische Luft und kann Gasgemische mit niedrigerem, aber auch höherem Sauerstoffanteil bezeichnen. Synthetische Luft wird z. B. bei der Gasanalyse als Null- oder Betriebsgas zum Nachweis von Stickoxiden eingesetzt. In chemischen Prozessen wird das Gemisch in deutlich größeren Mengen eingesetzt und hat dort Einfluss auf die Produktqualität. Die Forderungen nach Menge, Qualität, Sicherheit und Verfügbarkeit sind individuell abgestuft und entsprechen unternehmensspezifischen Notwendigkeiten.

## Begriffsdefinition
Magerluft ist künstlich hergestellte „Luft“ mit geringerem Sauerstoffanteil. Der Sauerstoffanteil von 20,95 Vol.-% in Luft soll also auf einen geringeren Anteil (z. B. 4–10 Vol.-% Sauerstoff im Gasgemisch) reduziert (abgemagert) werden. Dazu werden Gase gemischt: entweder Technische Luft (Druckluft) oder Sauerstoff mit Stickstoff, so dass Magerluft mit einer gewünschten Sauerstoffkonzentration erzeugt wird.
Magerluft kann abgefüllt in Gasflaschen oder Gasflaschen-Bündeln bei Herstellern technischer Gase beschafft werden. Bei höherem Mengenbedarf betreiben Unternehmen üblicherweise eigene Anlagen zur Magerluft-Erzeugung. Anlagen zur Erzeugung solcher Gasgemische, werden Gasmischer, spezifischer Magerluftanlagen oder Luftkonditionierungsanlagen genannt.

## Verwendung
Magerluft wird häufig bei Prozessen zur Versorgung von Lösemittelkesseln und Reaktoren benötigt, z. B. bei der Herstellung von Kunstharzen (auch Resins genannt). Bei diesen Prozessen wird Wärme zugeführt und es entweichen aus dem Produkt brennbare Gase. Somit würden bei Herstellung unter normaler Atemluft die drei benötigten Faktoren des Verbrennungsdreiecks (Brennbarer Stoff, Sauerstoff, Zündenergie) räumlich und zeitlich zusammentreffen, was zu einer  Explosion oder Verpuffung führen kann, mit in der Folge schweren Unfällen. Die Überlagerung des Produkts während der Herstellung mit reinem Stickstoff verhindert die Explosion oder Verpuffung. Produktanteile benötigen allerdings zur gewünschten chemischen Reaktion Sauerstoff. Dazu wird Magerluft verwendet, mit einem Sauerstoffanteil der sicher unter einer definierten Grenzkonzentration bleibt, so dass die untere Explosionsgrenze nicht überschritten wird und so Unfälle vermieden werden.
Durch die regelmäßige Anwendung in explosionsgefährdeten Bereichen ist die Einhaltung des für die Magerluft vorgegebenen Sauerstoffanteils, also sowohl für die Qualität des Produktionsprozesses (gewünschte chemische Reaktion), als auch für sicherheitstechnische Belange (Verbrennungsdreieck), essenziell.

## Anforderungen an die Magerlufterzeugung
Aus der beschriebenen Verwendung ergibt sich, dass für den Prozessanlagenbetreiber die Einflüsse Qualität, Sicherheit und Verfügbarkeit wichtig sind. In Bezug auf Magerluftanlagen bedeutet dies:
1. Genaue Einhaltung der definierten Sauerstoffkonzentration im Magerluft-Gasgemisch zur Produktion einer gleichbleibenden Produktqualität (Qualität)
2. Sichere Abschaltung, falls eine festgelegte Sauerstoffkonzentration überschritten wird, damit keine Explosionsgefahr entsteht (Sicherheit)
3. Durch Backup-Lösungen oder einen Bypass mit reinem Stickstoff Sicherstellung der Verfügbarkeit der Produktionsanlage (Verfügbarkeit)

Die Wahl der Anlagentechnik selbst hat einen Einfluss auf die Gasgemischqualität und damit auf die Produktqualität.

### Qualität
Als zusätzliche Maßnahme zur Überwachung der richtigen Gasgemischqualität kann ein Gasanalysator vorgesehen werden, der die Sauerstoffkonzentration kontinuierlich überwacht. Der gemessene Sauerstoff-Wert kann angezeigt und über eine Online-Kopplung zu einem übergeordneten Prozessleitsystem übertragen werden. Bei Grenzwertüberschreitung kann eine Veränderung der Gasgemischqualität (bei automatischen, dynamischen Magerluftanlagen) eingeleitet, eine Abschaltung oder Umschaltung auf einen eventuell vorhandenen Bypass initiiert werden.

### Sicherheit
Die sichere Einhaltung einer definierten Sauerstoffkonzentration in der Magerluft beeinflusst die Sicherheit der versorgten Prozess-Anlage. Die funktionale Sicherheit kann über eine Safety-Integrety-Level-Betrachtung (SIL-Betrachtung) nochmals erhöht werden. Als SIL oder Sicherheitsstufe wird eine Sicherheitsanforderungsstufe gemäß der Normung IEC 61508 / IEC 61511 bezeichnet. Das dafür verwendete Überwachungssystem (üblicherweise bestehend aus Gasanalysator, Ausgangsabschaltung, Ausblaseleitung-Magnetventil) wird durch diese SIL-Betrachtung gemeinsam hinsichtlich seiner Zuverlässigkeit bewertet. Dadurch wird das Risiko einer Fehlfunktion noch weiter reduziert.

### Verfügbarkeit
Zur Sicherstellung der Verfügbarkeit einer fachgerecht ausgeführten Magerluftanlage sind zumindest folgende Maßnahmen üblich:
- Eingangsseitige Gasfilter, zur Vermeidung der Beeinträchtigung der Funktionsweise der Armaturen durch Partikeleintrag,
- Druckregelung von Druckluft und Stickstoff auf den gleichen Mischdruck, damit das Avogadrosche Gesetz des  idealen Gases gilt, also die Dichte der Gase bei gleichem Druck und gleicher Temperatur zur molaren Masse proportional ist,
- Verschaltung der Gleichdruckregler in den Eingangssträngen, damit die unzulässige Anreicherung an Zumischgas jederzeit ausgeschlossen wird  Zusätzliche Verriegelung über die Gasanalyse, damit eine redundante Sicherheitsverriegelung entsteht,
- Messung des Volumenstroms (Temperatur- und Druck kompensiert),
- Einsatz von Gasrücktrittsicherungen in jedem Einzelgasstrang, um ein Umfüllen zu verhindern,
- Ermöglichung kontinuierlicher oder diskontinuierlicher Gasgemisch-Abnahme durch konstruktive Maßnahmen,
- Sicherstellung des autarken Anlagenbetriebs, auch bei Störung eines übergeordneten Prozessleitsystems oder der Kommunikation damit.